# Мужская сборная Бангладеш по хоккею на траве
Мужская сборная Бангладеш по хоккею на траве — мужская сборная по хоккею на траве, представляющая Бангладеш на международной арене. Управляющим органом сборной выступает Федерация хоккея на траве Бангладеш (англ. Bangladesh Hockey Federation).
Сборная занимает (по состоянию на 16 июня 2014) 30-е место в рейтинге Международной федерации хоккея на траве (FIH).

## Результаты выступлений

### Азиатские игры
- 1958—1974 — не участвовали
- 1978 — 6-е место
- 1982 — 9-е место
- 1986 — 7-е место
- 1990 — не участвовали
- 1994 — 7-е место
- 1998 — 9-е место
- 2002 — 7-е место
- 2006 — 7-е место
- 2010 — 8-е место
- 2014 — 8-е место
- 2018 — 6-е место

### Чемпионат Азии
- 1982 — 5-е место
- 1985 — 6-е место
- 1989 — 7-е место
- 1993 — 6-е место
- 1999 — 6-е место
- 2003 — 8-е место
- 2007 — 7-е место
- 2009 — 7-е место
- 2013 — 7-е место
- 2017 — 6-е место